# Boston - Caccia all'uomo
Boston - Caccia all'uomo (Patriots Day) è un film del 2016 diretto da Peter Berg.
La pellicola è l'adattamento cinematografico del libro Boston Strong, scritto dall'autore Casey Sherman assieme al giornalista Dave Wedge, riguardo all'attentato alla maratona di Boston, avvenuto il 15 aprile 2013.

## Trama
Il sergente Tommy Saunders è un irascibile sergente delle forze di polizia, che ha rimediato una sanzione disciplinare per aver dato un calcio ad un collega. A causa di ciò è stato temporaneamente degradato e destinato al servizio all'arrivo della maratona di Boston. Qui assiste a due esplosioni nel giro di pochi secondi, le quali si rivelano opera di terroristi, che hanno fatto ricorso a bombe rudimentali ma comunque efficaci: si contano tre morti e oltre 280 feriti. Sul luogo dell'attentato arriva l'FBI, il cui ufficiale Richard DesLauriers organizza le operazioni e dirige le indagini: istituisce un centro di comando e di raccolta informazioni in uno stabilimento abbandonato, avvalendosi della collaborazione degli agenti locali.
Proprio esaminando le registrazioni video delle telecamere degli esercizi pubblici della zona, con l'aiuto di Saunders, viene individuato un sospetto e subito dopo il suo compagno - che si rivelerà essere il fratello maggiore.
I due terroristi si apprestano a raggiungere New York per altri attentati, ma sono al corrente di essere ricercati. Dapprima uccidono un agente nel tentativo di sottrargli la pistola d'ordinanza, quindi rubano un'auto per la fuga, portandosi con sé il giovane proprietario. Quest'ultimo tuttavia riesce a liberarsi e contatta il 911; all'arrivo di Saunders, gli riferisce di avere un localizzatore GPS installato sul suo veicolo. Grazie a questo rintracciano i latitanti e ne scaturisce un confronto a fuoco: i due terroristi lanciano molte granate ed alcuni agenti di polizia rimangono feriti; uno dei due attentatori viene colpito e, nella fuga a bordo del SUV rubato, suo fratello minore lo investe - morirà poco dopo in ospedale.
Dopo ore di ricerche a tappeto nel vicinato, il sospettato viene trovato sanguinante sotto il telo di una barca, parcheggiata su un carrello in un giardino: l'FBI e l'esercito lo traggono in arresto.

## Promozione
Il primo teaser trailer viene diffuso il 5 ottobre 2016 mentre il full trailer il 14 novembre seguente.

## Distribuzione
Il film è stato presentato in anteprima mondiale all'AFI festival il 17 novembre 2016.
La pellicola è stata distribuita nelle sale cinematografiche statunitensi in un numero limitato di copie a partire dal 21 dicembre 2016 per poter partecipare alla stagione dei premi principali, per poi essere distribuita in tutto il paese a partire dal 13 gennaio 2017. In Italia arriva a partire dal 20 aprile 2017.

## Riconoscimenti
- 2016 - National Board of Review of Motion Pictures[6]
  - Migliori dieci film dell'anno
- 2016 - Variety[7]
  - Migliori dieci film dell'anno